# PTT Spor Kulübü
Il PTT Spor Kulübü è una società polisportiva turca, con sede ad Ankara.
La polisportiva è attiva nei seguenti sport:
- atletica leggera
- pallavolo, con una squadra femminile e una maschile